# Sant Joan de Reart
Sant Joan de Reart fou l'església parroquial del poble desaparegut rossellonès de Reart, del terme comunal de Bages de Rosselló, a la Catalunya del Nord.
Està documentada com una de les cel·les més antigues creades pels monjos de Santa Maria del Vallespir, d'Arles (Vallespir, Catalunya del Nord). Era situada al costat de ponent del Castell del Reart, a la vora de la carretera que unia el Voló amb Bages passant per Sant Joan la Cella. El juny del 1765, a causa d'unes fortes pluges, part del temple caigué damunt de la carretera, per la qual cosa va ser acabada d'enderrocar.